# Mai Shiraishi
Mai Shiraishi (白石 麻衣 (Bạch Thạch Ma Y) Shiraishi Mai, sinh ngày 20 tháng 8 năm 1992 tại Gunma) là một ca sĩ kiêm người mẫu,Youtuber và diễn viên người Nhật Bản, cô là thành viên của nhóm nhạc nữ thần tượng Nhật Bản Nogizaka46.

## Sự nghiệp
Sau khi tốt nghiệp trung học, Shiraishi theo học đại học âm nhạc vì cô muốn trở thành ca sĩ. Sau đó, một trong những giáo viên đã thuyết phục cô thử giọng cho Nogizaka46.
Ngày 21 tháng 8 năm 2011, sự nghiệp ca hát của Shiraishi bắt đầu khi cô được đồng ý và là một trong những thành viên thế hệ đầu tiên của Nogizaka46, đối thủ chính của AKB48. Cô được chọn là một trong những thành viên biểu diễn trong đĩa đơn đầu tay của nhóm có tựa đề "Guruguru Curtain" vào ngày 22 tháng 2 năm 2012. Khi Nogizaka46 phát hành đĩa đơn thứ hai "Oide Shampoo" cô lại một lần nữa được chọn để biểu diễn. Sự nghiệp làm người mẫu của cô bắt đầu khi cô tham gia Girls Award thu-đông 2012 cùng với một cựu thành viên khác của Nogizaka46 là Nanase Nishino.
Shiraishi ngày càng nổi tiếng hơn khi cô xuất hiện vào ngày 1 tháng 1 năm 2013 của Count Down TV  và 16 tháng 3 năm 2013 trên Uma Zuki! Shiraishi đã là người dẫn chương trình thường trực sau tập 5 tháng 1 năm 2013 và "Bachi Bachi Elekiteru" kể từ tập 16 tháng 4 năm 2013.
Cô trở thành người mẫu trẻ nhất cho tạp chí thời trang nữ Ray, do Shufonotomo ban hành, kể từ ngày 23 tháng 3 năm 2013.
Shiraishi được chọn làm vị trí trung tâm trong Nogizaka46 cho đĩa đơn thứ sáu "Girl's Rule", Phát hành vào ngày 3 tháng 7 năm 2013. Cô tiếp quản vị trí trung tâm từ Rina Ikoma.
Vào ngày 17 tháng 12 năm 2014, Shiraishi đã tổ chức một sự kiện cho cuốn photo book đầu tiên của mình, "Seijun na Otona Shiraishi Mai". Shiraishi là thành viên Nogizaka46 đầu tiên xuất bản một cuốn photo book solo. "Tôi rất vui khi là người đầu tiên", cô ấy đã nói. Photobook thứ hai của cô, "Mai Style", được xuất bản vào ngày 23 tháng 1 năm 2015. Nó đứng thứ tư trên bảng xếp hạng sách chung Oricon và đầu tiên  trong hạng mục photobook bán được 19.000 bản trong tuần đầu tiên.
Vào tháng 9 năm 2016, Shiraishi đã đóng một vai phụ trong phim Ushijima the Loan Shark 3.
Vào ngày 7 tháng 2 năm 2017, cuốn photo book solo thứ ba của cô, "Passport" , đã được xuất bản. Nó đã được in lại hai mươi lần và tổng khối lượng in vượt quá 310.000 bản cho đến tháng 6 năm 2018. Hơn nữa, trong nửa đầu năm 2018, cô đã xuất hiện nhiều nhất trong các quảng cáo truyền hình trong số các quảng cáo truyền hình khác torento ở Nhật Bản.
Shiraishi phụ trách vị trí trung tâm cho đĩa đơn thứ 20 của Nogizaka46 "Synchronicity" Được phát hành vào ngày 25 tháng 4 năm 2018. Nó đã bán được 1.116.852 bản trong tuần đầu tiên.
Vào ngày 9 tháng 1 năm 2020, Shiraishi tuyên bố rằng cô sẽ tốt nghiệp Nogizaka46 sau khi phát hành đĩa đơn thứ 25 của họ, "Shiawase no Hogoshoku", với màn trình diễn chia tay trong buổi hòa nhạc Tokyo Dome của nhóm dự kiến vào tháng Năm. Vào ngày 28 tháng 4, cô tuyên bố rằng điều này đã bị hoãn lại do Đại dịch COVID-19. Vào ngày 20 tháng 8, ngày biểu diễn đã được lên lịch lại vào ngày 28 tháng 10 và là một sự kiện được phát trực tiếp.
Vào tháng 8, Shiraishi đã ra mắt kênh YouTube của mình, được gọi là "My Channel" ( được cách điệu bằng tất cả chữ thường và đồng âm với tên của cô ấy ). Tính đến tháng 8 năm 2021, nó đã đạt 1,35 triệu người đăng ký.